# Flat tax
In scienza delle finanze la flat tax (lett. "tassa piatta", calcolata come percentuale costante) è un sistema fiscale potenzialmente progressivo, basato su un'aliquota fissa, al netto di eventuali deduzioni fiscali o detrazioni.
Solitamente tale sistema si riferisce alle imposte sul reddito familiare, e talvolta sui profitti delle imprese, tassate con un'aliquota fissa. Questo sistema di tassazione fu ideato per la prima volta nel 1956 dall'economista statunitense Milton Friedman.
I sistemi di flat tax, messi in atto come proposto, solo in alcuni casi esonerano le famiglie con un reddito inferiore a uno stabilito per legge (no tax area). Le flat tax non sono comuni nelle economie avanzate, le cui imposte statali includono un'aliquota progressiva sui redditi delle famiglie e sugli utili delle aziende, cosicché l'aliquota aumenta in percentuale all'aumentare del reddito. Ad ogni modo, i sistemi che vengono sempre più spesso denominati flat tax presentano in realtà molte differenze rispetto ai classici regimi di flat tax (es.: tasse progressive).

## Principali categorie
Le proposte di flat tax differiscono nel modo in cui è definito il soggetto della tassazione.

### Tassazione a tasso fisso vero
Una vera tassazione a tasso fisso è un sistema fiscale non progressivo in cui viene applicato un'unica aliquota fiscale a tutti i redditi personali senza deduzioni.

### Tassazione a tasso fisso marginale
Quando sono consentite deduzioni, una 'flat tax' è una tassa progressiva con la particolare caratteristica che, al di sopra della deduzione massima, l'aliquota marginale su tutti i redditi successivi è costante. Tale tassa è definita marginalmente piatta oltre quel punto. La differenza tra una vera tassazione a tasso fisso e una tassazione a tasso fisso marginale può essere conciliata riconoscendo che quest'ultima esclude semplicemente alcuni tipi di reddito dalla definizione di reddito tassabile; quindi, entrambi i tipi di tassa sono piatti sul reddito tassabile.

### Flat tax di Hall-Rabushka
Progettata da economisti dell'Hoover Institution, la Hall-Rabushka è una tassa piatta sul consumo. Principalmente, la Hall-Rabushka ottiene un effetto di tassa sul consumo tassando il reddito e quindi escludendo gli investimenti. Robert Hall e Alvin Rabushka hanno consultato ampiamente nella progettazione dei sistemi di tassazione a tasso fisso nell'Europa orientale.

### Tassa sul reddito negativa
La tassa sul reddito negativa (NIT), proposta da Milton Friedman nel suo libro del 1962 Capitalism and Freedom, è un tipo di tassazione piatta. L'idea di base è la stessa di una flat tax con deduzioni personali, con la differenza che quando le deduzioni superano il reddito, il reddito tassabile può diventare negativo anziché essere impostato a zero. Il tasso fisso di imposta viene quindi applicato al "reddito negativo" risultante, risultando in una "tassa sul reddito negativa" che il governo dovrebbe pagare al nucleo familiare, a differenza dell'usuale tassazione "positiva" del reddito, che il nucleo familiare deve al governo.
Ad esempio, supponiamo che l'aliquota fissa sia del 20%, e che le deduzioni siano di $20.000 per adulto e di $7.000 per dipendente. In un tale sistema, una famiglia di quattro persone che guadagna $54.000 all'anno non dovrebbe pagare imposte. Una famiglia di quattro persone che guadagna $74.000 all'anno dovrebbe pagare un'imposta pari a 0,20 × (74.000 − 54.000) = $4.000, come accadrebbe in un sistema di flat tax con deduzioni. Le famiglie di quattro persone che guadagnano meno di $54.000 all'anno, tuttavia, avrebbero un importo di imposta "negativo" (cioè, la famiglia riceverebbe denaro dal governo invece di pagare al governo). Ad esempio, se la famiglia guadagnasse $34.000 all'anno, riceverebbe un assegno di $4.000. La NIT è destinata a sostituire non solo la tassa sul reddito degli Stati Uniti, ma anche molti benefici che le famiglie americane a basso reddito ricevono, come i buoni pasto e Medicaid. La NIT è progettata per evitare la trappola della povertà - alte aliquote fiscali marginali effettive derivanti dalle regole che riducono i benefici all'aumentare del reddito di mercato. Un'obiezione alla NIT è che è un welfare senza requisiti di lavoro. Coloro che dovrebbero pagare una tassa negativa riceverebbero una forma di welfare senza dover fare sforzi per ottenere un impiego. Un'altra obiezione è che la NIT sovvenziona le industrie che impiegano manodopera a basso costo, ma questa obiezione può essere fatta anche contro i sistemi attuali di benefici per i poveri lavoratori.Template:Chi lo dice?

### Flat tax con limite di tassazione
Una tassa piatta a limite è una tassa in cui il reddito è tassato a un'aliquota fissa fino a un determinato limite. Ad esempio, la Federal Insurance Contributions Act tax degli Stati Uniti è del 6,2% del compenso lordo fino a un limite (nel 2022, fino a $147.000 di guadagni, per una tassazione massima di $9.114). Questo limite ha l'effetto di trasformare una tassa nominalmente piatta in una tassa regressiva.

### Flat tax con deduzioni limitate
Sono state proposte tasse a tasso fisso modificate che consentirebbero deduzioni per pochissimi elementi, pur eliminando la grande maggioranza delle deduzioni esistenti. Le deduzioni per opere di beneficenza e interessi ipotecari sono gli esempi più discussi delle deduzioni che verrebbero mantenute, in quanto popolari tra gli elettori e spesso utilizzate. Un altro tema comune è una singola, ampia e fissa deduzione. Questa grande deduzione fissa compenserebbe l'eliminazione di varie deduzioni esistenti e semplificherebbe le tasse, trasformandola in un'imposta progressiva, con l'effetto collaterale che molte famiglie (per lo più a basso reddito) non dovranno presentare dichiarazioni fiscali.

### Flat tax con detrazione universale illimitata
La flat tax con detrazione universale illimitata è un sistema fiscale che prevede un'unica aliquota fiscale per tutti i redditi, con la possibilità di dedurre completamente qualsiasi spesa sostenuta, purché supportata da un documento come lo scontrino elettronico elettronico, o la fattura elettronica.

### Flat tax con detrazione universale illimitata e imposta alla fonte
Flat tax con detrazione universale illimitata e imposta alla fonte è sistema fiscale in cui tutti i contribuenti pagano un'unica aliquota fiscale sul reddito complessivo, al netto di una detrazione che può essere applicata a qualsiasi spesa, e le imposte sono riscosse dal sostituto d'imposta, cioè un qualsiasi mediatore finanziario, come banche, exchange, ecc., al momento del pagamento del reddito.
Infatti, per correggere gli svantaggi della Flat tax con detrazione universale illimitata, è possibile adottare due strategie:
- Limitare l'ambito delle spese deducibili, ma questo potrebbe andare contro la libertà delle persone di gestire le proprie risorse.
- Implementare un sistema di tassazione alla fonte, che prevede il versamento delle imposte direttamente dalle banche, in base alle informazioni disponibili sulle transazioni finanziarie.

Un sistema anti elusione dovrebbe implementare questi punti:

#### 1. Imposta alla fonte
L'imposta alla fonte verrebbe applicata automaticamente dalle banche, che sarebbero responsabili della riscossione delle tasse per conto del governo. Ciò semplificherebbe ulteriormente il processo di riscossione delle tasse e ridurrebbe l'onere sui contribuenti.

##### Donazioni
Le donazioni vengono tracciate tramite l'utilizzo dei cosiddetti "bonifici parlanti". Questi bonifici consentono al mittente di specificare il fine della transazione, come ad esempio una donazione, inserendo informazioni dettagliate nel bonifico stesso.
Questa distinzione è fondamentale perché, nel caso di donazioni riconosciute come regali, l'onere fiscale è trasferito al donante anziché al ricevente. Di conseguenza, colui che effettua la donazione deve essere consapevole che non potrà dedurre tale importo dalle proprie tasse. Questo sistema promuove una maggiore trasparenza e chiarezza nella dichiarazione delle donazioni, garantendo che l'onere fiscale sia attribuito in modo appropriato a chi effettua la transazione, in linea con le specifiche intenzioni della donazione stessa.

#### 2. Tassazione Immediata per i Capitali in uscita
Imposizione immediata quando il capitale esce dal paese. Questo meccanismo regola e controlla i flussi finanziari, incoraggiando il reinvestimento interno e sostenendo l'economia nazionale.

##### Esempio di tassazione Immediata sui capitali in uscita
Ipotizzando una flat tax del 20%, quando viene effettuato un pagamento in un paese estero, ad esempio di 1.000 euro, al contribuente verranno trattenuti immediatamente 200 euro di tassazione, nel paese estero arriveranno 800 euro

#### 3. Incremento del Capitale per il Capitale in Entrata
Allo stesso modo va implemento l'aumento del capitale, quando un paese estero invia danaro nel paese, calcolato utilizzando la formula 100*tassazione/(100-tassazione). 
Oltre ad incoraggiare gli investimenti esteri e favorire la crescita economica interna, bilancia il punto precedente

##### Esempio di Incremento del Capitale per il Capitale in Entrata
Immaginiamo l'applicazione di Flat tax con detrazione universale illimitata in un paese con una tassazione al 20%, includendo la politica "Capital Increase for Incoming Capital" che assicura un credito fiscale del 25% sul capitale ricevuto, ottenuto dalla formula 100*taxation/(100-taxation).
Scenario:
Un'entità, sia essa un cittadino o un'azienda denominata "X", riceve un bonifico di 800 euro proveniente dall'estero.
Calcolo del Credito Fiscale:
Applicando la tassazione del 20% alla formula:
100∗20/(100−20)=100∗20/80=25
Quindi, l'entità X ottiene un credito fiscale del 25% sul capitale ricevuto di 800 €, equivalente a 200 euro.

#### 4. Trattamento dei Contanti come Entità Esterne
I contanti vanno gestiti come se appartenessero a una realtà estera.
La strategia si allinea con l'obiettivo di una tassazione immediata sui capitali in uscita (Punto 4) e allo stesso tempo di incentivare l'aumento del capitale per i capitali in ingresso (Punto 5).

##### Esempio di tassazione Immediata ed Incremento del Capitale per i contanti
L'entità X, sia esso una persona o una società, vuole prelevare 1000 euro dal bancomat, perché vuole pagare un servizio con discrezione
I contanti sono trattati come soldi che lasciano lo stato, quindi ipotizzando una flat tax al 20%, verrebbero trattenuti 200 euro e X preleverebbe 800 euro
L'entità X, cambia idea e decide di non avvalersi più del servizio discreto, quindi torna in banca e deposita gli 800 euro 
Questi contanti vengono trattati, come soldi che entrano nel paese e quindi vengono incentivati, secondo la formula 100*tassazione/(100-tassazione)
Applicando la tassazione del 20% alla formula:
Incentivo=100∗20/(100−20)=100∗20/80=25
Quindi, l'entità X ottiene un credito fiscale del 25% sul capitale ricevuto di 800 euro, equivalente a 200 euro, tornando in possesso dei suoi 1000 euro iniziali.

## Storia
La tassazione non progressiva costituiva nell'antichità la forma più semplice di tassazione diretta, attraverso il versamento di una decima in natura (raccolto di frutti, olio, vino, granaglie; armenti ecc.), per il sostentamento dei sacerdoti della tribù di Levi (Levitico 27:30-32; Cronache 31:5). Un decimo di quanto raccolto dai leviti era offerto al Signore (Numeri 18:26; Neemia 10:39) nella Prima Tenda del Tempio. La seconda decima poteva essere convertita in denaro, mentre la terza decima era prescritta dalla legge mosaica per orfani, vedove e forestieri (Tobia 1:7-9), non altrove specificate.
Uno degli argomenti economici, in senso opposto, a favore di un'aliquota fiscale progressiva col reddito imponibile, è l'esistenza di soglie critiche macroeconomiche. L'aliquota progressiva avrebbe una funzione di equità sociale e di redistribuzione della ricchezza generata.
Esiste qualche settore della finanza, energia, ecc. dove i ritorni si possono ragionevolmente ritenere pressoché certi e più che proporzionali al capitale investito, in cui quindi è limitato il fattore di rischio soggettivo, mentre molto del successo finale dipende dall'accesso al credito, e dalla disponibilità di capitale proprio liquido da poter investire. Anche a livello di sistema economico, esiste un moltiplicatore keynesiano ottenibile con la spesa pubblica, gli investimenti privati e il taglio delle tasse, del quale quindi possono beneficiare anche singoli soggetti privati. L'imposizione progressiva trae legittimazione da una sovratassa sull'extra-profitto del reddito da capitale rispetto al reddito da lavoro, costituzionalmente più tutelato, ovvero rispetto al tasso opportunità del capitale proprio accessibile al reddito del cittadino medio.
Il problema di determinare l'"ottima progressività", vale a dire il criterio logico in base al quale si decide la progressività dell'aliquota (quale percentuale per quali scaglioni di reddito), è stato molto dibattuto fra gli economisti del 1800-1900. Il problema si è posto per la prima volta in tutta la sua evidenza nella Firenze al tempo dei Medici, in cui la tassa (chiamata "decima scalata", cioè progressiva), sulla proprietà di maggior valore poneva per le classi più abbienti un'aliquota talmente alta, che essi avevano convenienza a venderle, per non pagare l'imposta. La totale discrezionalità della famiglia Medici nella determinazione delle aliquote, si traduceva in un uso arbitrario e politico della tassazione, per indebolire i loro avversari cittadini.

## Aspetti macroeconomici
Fra i fondamenti macroeconomici a favore di un'unica aliquota fiscale, si ritrova l'ipotesi secondo la quale le entrate fiscali seguono una "curva a campana" che presenta un punto di massimo per una certa aliquota di prelievo.
Il teorema del bilancio in pareggio dimostra che l'aumento del PIL (reddito disponibile) pro-capite è massimo non con il taglio delle tasse a cittadini e operatori economici, ma con l'intervento diretto dello Stato mediante la spesa pubblica, in misura maggiore se esso è finanziato con pari entrate fiscali, in assenza di debito pubblico.

## Proposte recenti e attuali
Nella seconda metà dell'anno 2000 sono state proposte adozioni della flat tax in vari paesi del mondo, in particolare negli Stati dell'est Europa. Negli Stati Uniti d'America, l'ex leader della maggioranza alla Camera dei rappresentanti Dick Armey e il gruppo conservatore FreedomWorks hanno cercato il supporto popolare per l'adozione di tale sistema (Taxpayer Choice Act). In altri paesi l'adozione della flat tax è stata proposta principalmente a causa del successo rilevato in numerosi paesi dell'Europa dell'est, sebbene questo sia oggetto di discussione.
Sistemi di flat tax sono stati introdotti con la speranza di stimolare la crescita e lo sviluppo economico. Le repubbliche baltiche di Estonia, Lettonia e Lituania hanno rispettivamente una flat tax pari al 24%, 25% e 33% a partire dalla metà degli anni 90. Il 1º gennaio 2001 è stata introdotta al 13% sul reddito in Russia. Successivamente l'Ucraina ha adottato come la Russia la flat tax del 13% nel 2003, che però è stata aumentata al 15% nel 2007. La Slovacchia ha introdotto una flat tax pari al 19% sulla maggior parte delle imposte nel maggio 2004, per poi essere abolita nel 2013 dal rieletto governo di sinistra in favore di un sistema progressivo, facente parte di un pacchetto per l'austerità; nel periodo soggetto alla tassa fissa (ovvero il periodo successivo alla Grande Recessione) la crescita economica ha raggiunto il 10%, la disoccupazione è calata dal 20 al 10% e il debito pubblico è passato dal 50 al 21% del PIL nel 2008: va però chiarito che l'evidenza empirica non fornisce dati a conferma di una possibile relazione causale fra l'introduzione della flat tax e gli eventi descritti, i quali potrebbero essere il frutto di altri cambiamenti occorsi nello stesso periodo (ingresso nell'UE, basso costo del lavoro, riforma fiscale, ecc.). La Romania ha adottato la flat tax al 16% sul reddito e sugli utili delle aziende il 1º gennaio 2005. La Macedonia ha introdotto la flat tax al 12% sul reddito e sui profitti delle imprese il 1º gennaio 2007, portando la percentuale al 10% nel 2008. L'Albania ha introdotto la flat tax al 10% dal 2008. La Bulgaria applica una tassa fissa al 10% per i profitti aziendali e redditi personali dal 2008.
Negli Stati Uniti, sebbene le tasse federali siano progressive, cinque stati su cinquanta — Illinois, Indiana, Massachusetts, Michigan e Pennsylvania — hanno un'unica aliquota su redditi delle persone, dal 3,07% (Pennsylvania) al 5,3% (Massachusetts).
Il 1º gennaio 2004, in Italia, è entrata in vigore l'IRES (Imposta sul REddito delle Società) al posto dell'IRPEG. L'IRES è una flat tax: infatti è presente una sola aliquota pari al 24%.
Paul Kirchhof, che era stato proposto come il prossimo Ministro delle finanze della Germania nel 2005, aveva proposto di introdurre la flat tax al 25% entro il 2007 ed aveva provocato diffuse polemiche.
Il 27 settembre 2005, il Consiglio olandese dei Consiglieri economici ha consigliato la flat tax ad un alto tasso pari al 40% per i redditi nei Paesi Bassi. Alcune deduzioni sarebbero permesse, e le persone con più di 65 anni avrebbero tassi più bassi.
Sempre negli Stati Uniti, le proposte per la flat tax a livello federale sono emerse più volte negli ultimi anni, durante i numerosi dibattiti politici. Jerry Brown, governatore Democratico della California, ha messo la flat tax nel suo programma, quando correva per la presidenza degli Stati Uniti nel 1992. È stato però criticato dal suo rivale Democratico Tom Harkin. Quattro anni dopo, il candidato Repubblicano Steve Forbes, ha proposto un'idea simile tra le proposte principali del programma. Sebbene nessuno di questi abbia ricevuto la nomination dal proprio partito, le loro proposte sono entrate nel diffuso dibattito riguardo al sistema fiscale degli Stati Uniti, i quali non hanno una flat tax federale. Solo a livello di alcuni Stati (10 su 50) esistono flat tax (equivalenti alle nostre addizionali regionali Irpef).

### Effetti nell'Europa dell'est
Per i paesi dell’est Europa, il modello di flat tax è risultato particolarmente attraente per motivi storici, politici ed economici. All’indomani della caduta del muro di Berlino, infatti, i principi di capacità contributiva e progressività sembravano riecheggiare l’espressione marxiana: “Da ciascuno secondo le proprie capacità; a ciascuno secondo il suo bisogno” e, quindi, l’ideologia socialista da cui quei paesi si stavano allontanando.
Dalla prima introduzione nell’area baltica nel 1994 (Estonia, Lituania) alla seconda ondata riformatrice degli anni 2000 (Russia, Georgia, Serbia, Repubblica Slovacca, Romania), molti stati dell’Europa orientale hanno optato per l’aliquota fissa. Fra le principali ragioni: desiderio di semplificazione, trasparenza ed efficienza del sistema tributario, e, nel lungo periodo, riduzione del divario con l’Occidente e stabilizzazione dei tassi di crescita del PIL.
Tuttavia, i dati empirici raccolti dalla BCE e dal FMI hanno dimostrato che:
- la flat tax non è di per sé sufficiente a semplificare il sistema fiscale, poiché la complessità è principalmente attribuibile alla definizione di base imponibile, esenzioni e scappatoie[16];
- il fatto che, nella maggior parte dei paesi, l'introduzione dell’aliquota unica sia stata accompagnata da significative riforme strutturali (molte delle quali tese all’ingresso nell’UE[12]), rendono difficile isolarne l'impatto sul piano macroeconomico e sul gettito fiscale.

Non tutti hanno, però, mantenuto la flat tax fino ad oggi. L’aliquota fissa sul reddito delle persone fisiche è stata, ad esempio, sostituita, nel 2018, in Lettonia con aliquote progressive del 20%-23%-31,4% e in Lituania con aliquote al 20 e 27% nel 2019.
Nel 2004, in Repubblica Slovacca, si è optato per un'unica aliquota pari al 19% per l’imposta sul reddito delle persone fisiche, delle società e l’IVA: è stato l'unico caso di medesima aliquota per tutti e tre i tributi. L’esito iniziale è stato positivo, ma, con la crisi del 2008, l’ingresso nella zona Euro nel 2009 e le richieste sociali di progressività fiscale, si sono, prima, aumentate le imposte indirette a copertura dell’insufficiente gettito in entrata e infine, nel 2013, introdotte aliquote fiscali progressive (19% e 25%).

### In Italia
La Costituzione italiana (art. 53) prevede che il sistema tributario sia informato a criteri di progressività della tassazione con la capacità contributiva del cittadino.
Sul piano fiscale, il 1º gennaio 2004 è entrata in vigore, al posto dell'IRPEG, l'Imposta sul reddito delle società (IRES); con l'occasione l'aliquota unica preesistente è stata ridotta dal 34% al 33%. Ulteriori riduzioni hanno avuto effetto dal 2008 (27,5%) e dal 2017 (24%).
Sul piano politico, l'introduzione della flat tax venne proposta da Silvio Berlusconi nel 1994, con l'introduzione di un'aliquota del 33% (con una no-tax area per i più poveri) al posto dell'IRPEF progressiva, ma la promessa non fu mai mantenuta nei successivi anni in cui il centrodestra governò con ampia maggioranza.
Dopo la vittoria elettorale del 13 maggio 2001 la coalizione guidata da Berlusconi avviò, nel corso della XIV Legislatura (2001-2006), un piano di riduzione delle imposte, abbassando la pressione fiscale fino al 40,6% nel 2005 ("minimo storico" degli ultimi decenni); rispetto a quanto pagato nel 2001, il risparmio per i contribuenti italiani fu di 13,7 miliardi di euro (a fronte dei 24 promessi nel programma elettorale), anche se il taglio fu finanziato attraverso un condono fiscale tombale e l'aumento del deficit pubblico, che nel 2005 salì al 4,4% ("massimo storico" dal 1996), in violazione dei parametri di Maastricht.
Bisogna ricordare che il taglio dell'IRPEF avvenne dividendo la riforma in tre moduli (2002, 2003, 2005) effettivamente entrati in vigore; i moduli per il 2007 - che dovevano diventare legge nel dicembre 2006 - e per il 2008 - che dovevano diventare legge nel dicembre 2007 - non entrarono in vigore per effetto del cambio di governo, che portò a una nuova riforma dell'IRPEF.
Nel 2005 è stata proposta dai Radicali Italiani di Marco Pannella l'idea di una flat tax al 20%. Nel 2008, La Destra - Fiamma Tricolore, guidata da Daniela Santanchè, propose di introdurre una flat tax sul reddito al 20%, comune a persone fisiche e giuridiche. Data la situazione dei conti pubblici, si dava le precedenza alla riduzione dell'IRES dal 27,5% al 20%, mentre la medesima aliquota sui redditi si puntava ad applicarla nel medio - lungo termine di governo.
Nel 2012 il Popolo della Libertà predispose uno studio per lanciare l'idea di una flat tax al 23%, confluito nel libro dell'economista Emanuele Canegrati Una flat-tax per l'Italia, edito dalla Fondazione Magna Carta di Roma, con prefazione del prof. Alvin Rabushka e con il contributo del prof. Kurt Leube, entrambi della Hoover Institution (Stanford University). La proposta prevedeva l'introduzione di una tassa proporzionale al 23%, che poteva scendere fin sotto la soglia del 20% nel caso di recupero di evasione fiscale e con una detrazione elevata garantita a tutti gli individui con incremento proporzionale al numero delle persone a carico, fino a raggiungere, per famiglie con oltre 4 figli il livello di 21.000 Euro.
Un ulteriore studio del caso italiano fu effettuato, questa volta utilizzando la metodologia di calcolo macroeconomico Hall–Rabushka, dai professori Emanuele Canegrati e Kurt Leube (Stanford University), nel quale si calcolò che, con una deduzione personale di 3000 euro, l'aliquota flat tax di equilibrio sarebbe stata pari a 21,9%. Lo studio fu pubblicato sul secondo numero dell'anno 2012 della Rivista di Diritto Tributario Internazionale dell'Università La Sapienza.
Nell'autunno 2014 anche Matteo Salvini, segretario della Lega Nord, si è più volte espresso a favore della flat tax fino a sostenere ufficialmente la riforma con aliquota al 15% proposta dal Partito Italia Nuova. I leader dei due partiti hanno tenuto un convegno sul tema il 13 dicembre 2014 a Milano, con la partecipazione del prof. Rabushka.
La più recente proposta di flat tax in Italia è quella lanciata in occasione della campagna elettorale per le politiche del 4 marzo 2018, per opera della coalizione di centrodestra, sostenendo che solo una drastica semplificazione e riduzione del carico fiscale, combinate ad un rafforzamento dei controlli, avrebbero potuto incentivare il pagamento delle tasse. Sia Berlusconi che Salvini, durante la campagna elettorale per le politiche del 2018, hanno proposto l’introduzione della flat tax. I due leader del centrodestra proponevano, tuttavia, due diversi valori di aliquota fissa: Berlusconi sarebbe partito dall'aliquota del 23%, con la speranza di abbassarla successivamente, mentre Salvini la proponeva al 15%.
Tuttavia, secondo l'analisi degli economisti Massimo Baldini e Leonzio Rizzo de “Lavoce.info”, con l’aliquota al 15% come proposto dalla Lega Nord, l’eventuale recupero dell’evasione fiscale non avrebbe colmato il mancato gettito. Altrettanto critico è stato Roberto Perotti dell’Università Bocconi, secondo le cui stime la flat tax della Lega Nord sarebbe costata 80 miliardi di euro, mentre quella di Forza Italia 83 miliardi.
Il 16 agosto 2018 è stata resa nota la proposta di legge del Governo Conte I in merito a una flat tax che verrebbe applicata alle imprese individuali ed ai lavoratori autonomi con fatturato inferiore a 100.000,00 euro. Si tratterebbe, di fatto, di un'estensione del regime forfettario attualmente vigente per coloro che conseguono ricavi o ricevono compensi inferiori ai 65.000 euro.
Secondo stime di Roberta Fantozzi, responsabile Politiche economiche del Partito della Rifondazione Comunista - Sinistra Europea, il costo della flat tax in Italia sarebbe intorno ai 60 miliardi, pari a più della metà del finanziamento annuo del Sistema Sanitario Nazionale: «il 20% meno abbiente della popolazione risparmierebbe intorno all'1%, mentre al 20% più ricco andrebbe il 68,3% dei vantaggi.»

### Il caso Hong Kong
Nel corso del ‘900, Hong Kong ha elaborato un flessibile sistema fiscale misto, che contempla sia il regime proporzionale per i redditi di impresa e di proprietà, sia il regime progressivo per il reddito da attività lavorativa (labor income). L’attuale regime tributario è suddiviso essenzialmente in tre categorie: property tax, salaries tax e profits tax.

#### a. Property tax
L'imposta sugli immobili viene applicata con un'aliquota forfettaria del 15%, addebitata al proprietario di qualsiasi terreno o immobile al netto del loro valore imponibile. Si tratta di un valore imponibile al netto dei tassi pagati dal proprietario e di un'indennità figurativa del 20% per riparazioni e spese. Le spese e gli esborsi effettivi non sono deducibili.

#### b. Profits tax
Chiunque esercita un'attività commerciale o una professione ad Hong Kong è soggetto al pagamento di un’imposta sui profitti. Solo gli utili che sorgono o che derivano da Hong Kong sono soggetti a tassazione. Per le società di capitali, dal 2018 in avanti, viene applicata un’aliquota proporzionale su base imponibile del 16,5%, salvo regime speciale che prevede un’aliquota proporzionale dell’8,25% per profitti sotto i $ 2 mln. Per tutte quelle imprese non costituite in società, l’aliquota proporzionale su base imponibile è del 15% e del 7,5% per i profitti al di sotto dei $ 2 mln.

#### c. Salaries Tax
Il reddito imponibile al netto di detrazione e indennità, derivante da lavoro dipendente, è tassabile con imposta ad aliquote progressive, ossia con aliquota crescente ogni 50.000 dollari. Tale sistema progressivo consente di accedere a diverse esenzioni per i contribuenti e per i loro familiari. Tuttavia, l’aliquota massima dell’imposta sui redditi da pagare ammonta attualmente al 15%, senza detrazioni per le indennità personali. I contribuenti possono optare per l’applicazione di una flat tax del 15% sul reddito, salva l’utilizzazione del sistema progressivo in caso di imposizione fiscale minore. Al contrario, se ciò che deve pagare il contribuente sulla base del reddito imponibile netto supera l’imposta applicata all’aliquota proporzionale sul reddito netto totale, allora dovrà pagare l’importo di imposta inferiore.
Il sistema di Hong Kong coniuga la flat tax con le seguenti caratteristiche: assenza di interessi bancari, assenza di tassazione sui dividendi delle società e plusvalenze, assenza di un'imposta generale sulle vendite o un'imposta sul valore aggiunto, agevolazioni personali e assenza di una tassazione in materia di successioni o sul patrimonio.
La flat tax è coniugata a tutte le altre imposte, generando un sistema di generale equità (cd. tax fairness). Secondo alcuni studi, l’equilibrio fiscale di Hong Kong è strettamente correlato all’effetto di aumentare la cd. tax compliance fra i contribuenti: la percezione di un sistema equo e flessibile da parte del contribuente genera in lui un comportamento di conformità fiscale. D’altra parte, l’applicazione di bassi livelli di tassazione conduce il Governo a un minore potere di spesa pubblica.

## Mappatura dellaflat tax
Di seguito l'elenco dei paesi che hanno adottato un regime fiscale di tipo flat tax (nessuna economia avanzata), secondo quanto riportato dai media o da riviste professionali del settore economico. In alcuni paesi esiste un margine di progressività dell'imposta col reddito, ma in tutti i casi si è riportata soltanto l'aliquota media nazionale, non tenendo conto della possibile varianza:

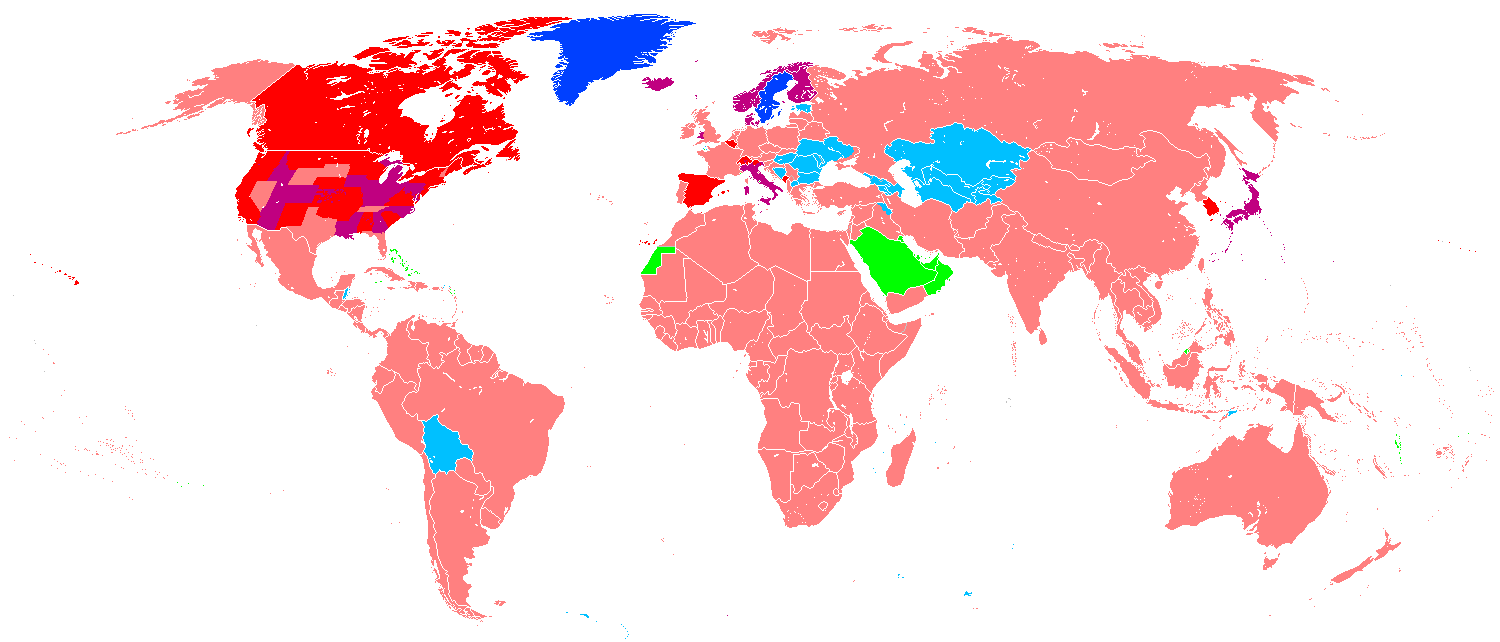
Imposte sui redditi personali, tassati da:
Nessuno
Singolo livello governativo, con aliquota unica
Singolo livello governativo, con aliquote progressive
Multipli livelli governativi, tutti con aliquota unica
Multipli livelli governativi, tutti con aliquote progressive
Multipli livelli governativi, alcuni ad aliquota unica e alcuni con aliquote progressive

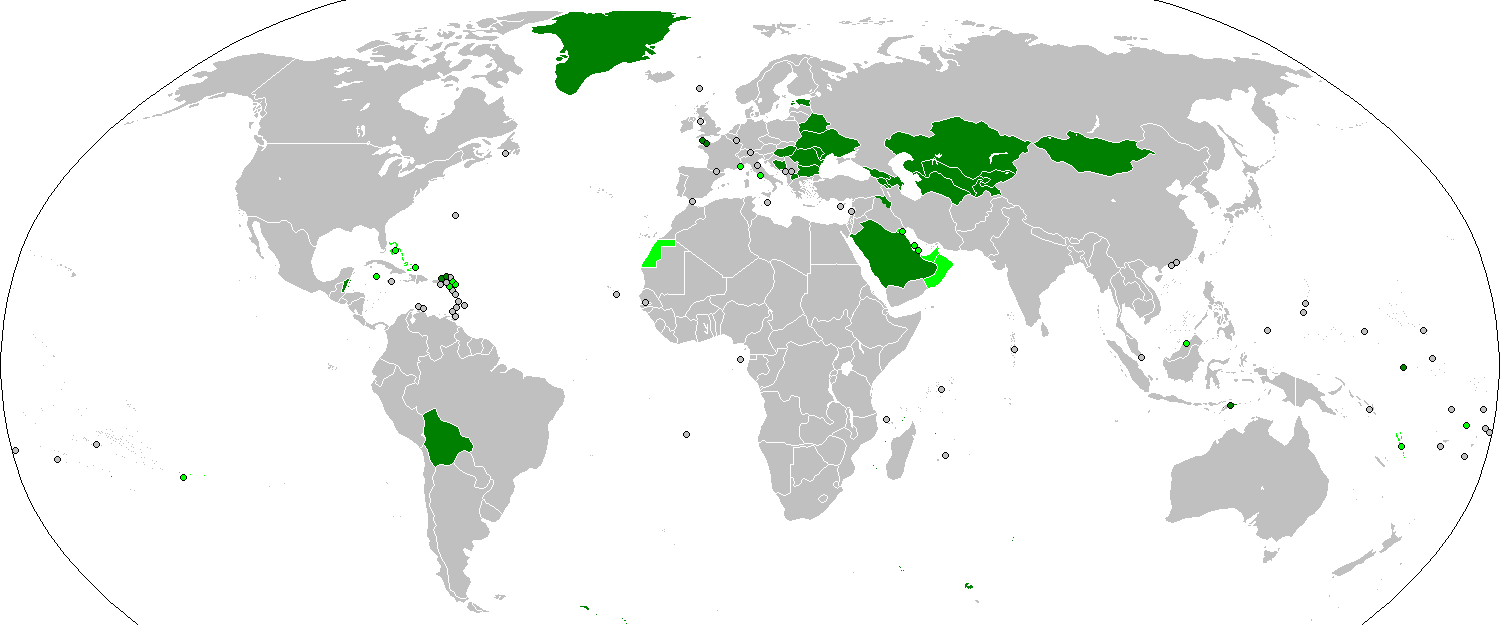
Paesi con nessuna imposta sul reddito personale
Paesi con imposta flat sul reddito personale

     Nessuno
     Singolo livello governativo, con aliquota unica
     Singolo livello governativo, con aliquote progressive
     Multipli livelli governativi, tutti con aliquota unica
     Multipli livelli governativi, tutti con aliquote progressive
     Multipli livelli governativi, alcuni ad aliquota unica e alcuni con aliquote progressive
     Paesi con nessuna imposta sul reddito personale
     Paesi con imposta flat sul reddito personale
| Paese o territorio      | Aliquota percentuale media |
| ----------------------- | -------------------------- |
| Abcasia                 | 10%                        |
| Armenia                 | 20%                        |
| Belize                  | 25%                        |
| Bielorussia             | 13%                        |
| Bolivia                 | 13%                        |
| Bosnia ed Erzegovina    | 10%                        |
| Bulgaria                | 10%                        |
| Estonia                 | 20%                        |
| Georgia                 | 20%                        |
| Groenlandia             | 10%                        |
| Guernsey                | 20%                        |
| Jersey                  | 20%                        |
| Kazakistan              | 10%                        |
| Kirghizistan            | 10%                        |
| Kurdistan iracheno      | 5%                         |
| Macedonia               | 10%                        |
| Moldavia                | 12%                        |
| Nauru                   | 20%                        |
| Ossezia del sud         | 12%                        |
| Repubblica dell'Artsakh | 15%                        |
| Romania                 | 10%                        |
| Tagikistan              | 12%                        |
| Timor Est               | 10%                        |
| Transnistria            | 10%                        |
| Turkmenistan            | 10%                        |
| Ucraina                 | 19,5%                      |
| Ungheria                | 15%                        |

## Vantaggi e svantaggi dellaFlat tax

### Vantaggi dellaFlat tax
- Rendere il sistema economico più efficiente nel lungo periodo con conseguente risparmio per i contribuenti e possibilità d’investimento maggiori perché ad ognuno di essi, indipendentemente dal reddito, verrebbe applicata un'unica aliquota fissa d’imposta su tutti i redditi.
- Implementazione dell’offerta di lavoro e la convenienza a produrre, creando dunque una ricchezza istantanea.[74]
- Disincentivazione all’evasione fiscale: l’abbassamento della pressione fiscale, comporterebbe una riduzione dell’evasione e verrebbe favorito un aumento del gettito.[75]
- Necessità di studiare una riduzione della spesa pubblica, dal momento che il gettito ha lo scopo di sostenerla, se si vuole attuare una riduzione delle tasse bisogna evitare di aggravare il debito pubblico.[76]
- Semplificazione burocratica, governance più etica, grazie allo smantellamento di deduzioni e detrazioni.
- Flat tax come fair tax per richiamare il principio di equità in quanto questa tassa tratterebbe le persone allo stesso modo.
- Incentivazione di un ritorno nell'economia nazionale di più fondi offshore, incoraggiati dall'aliquota fiscale potenzialmente più bassa. Questo perché promuove la spesa locale che aiuta a rafforzare la redditività economica di tutti. Perciò comporterebbe un aumento delle entrate complessive, stabilità economica e attrazione di investimenti aziendali.[77]

### Criticità dellaFlat tax
- Una flat tax senza correttivi sarebbe incostituzionale, non rispetta il principio di eguaglianza sostanziale laddove l’aliquota unica venga imposta a cittadini che versano in situazioni economiche nel concreto differenti (Artt. 3 e 53 Cost.).[78]
- La flat tax non comporta necessariamente una semplificazione della legislazione tributaria e degli oneri amministrativi del contribuente perché la complessità delle imposte non deriva dall’esistenza di diverse aliquote, ma dalla complessità della base imponibile.
- La flat tax diminuisce la pressione fiscale solo nel caso in cui l’aliquota unica sia fissata ad un livello non troppo elevato; crea vantaggi solo per coloro che vantano una base imponibile alta, sarebbe indifferente per i redditi medi, dannosa per chi versa in situazioni di indigenza.
- Un’aliquota bassa comporta una perdita di gettito dello Stato, meno finanziamenti per coprire il fabbisogno statale e finanziare le spese sociali e i servizi pubblici essenziali.
- Non è dimostrato con certezza il rapporto di causalità fra diminuzione della pressione fiscale e disincentivo all’evasione. All’interno dell’UE, molti paesi con un’alta pressione fiscale hanno un’evasione minima, mentre in paesi con una pressione fiscale minore, l’evasione è molto alta: inoltre, risulta che gli Stati dove sia stata applicata la flat tax siano anche quelli in cui l’evasione risulta più alta, come risulta dalle statistiche inerenti al blocco Baltico.